# Якобсон Роман Осипович
Рома́н О́сипович Якобсóн (1896, Москва, Російська імперія — 1982, Кембридж, Массачусетс, США) — американський мовознавець і філолог російсько-єврейського походження.

## Діяльність
Викладав у Московському університеті, професор університетів Брно у Чехословаччині, Колумбійського у Нью-Йорку, Гарвардського і Массачусетського технологічного інституту.
Разом із Вілемом Матезіусом і Миколою Трубецьким є засновником так званої празької мовознавчої школи, що розвинула фонологічний підхід до мови і в описовому, і в історичному мовознавстві, а також теорію мовного союзу — науки про подібності в розвитку суміжних мов, незалежної від їхнього походження.
У США Якобсон переглянув поняття фонеми, розглядаючи її тепер як жмут дистинктивних рис, спільних для всіх мов світу. Для Якобсона типове прагнення до універсального в мовах, часто затушовуючи особливості поодиноких мов. У цьому ж дусі він також висунув теорію слов'янської дієвідміни на підставі однієї основи, замість традиційно прийманих двох, загальну теорію відмінка, намагався звести слов'янські системи версифікації до спільного знаменника. В усіх цих випадках багатство справжніх фактів принесене в жертву позірній простоті теорії.
Будучи русофілом, у своїх «Remarques sur l'évolution phonologique du russe comparée a celle des autres langues slaves» («Помітки про фонологічну еволюцію російської мови у порівнянні з іншими слов'янськими мовами», 1929) фонологічний розвиток у слов'янських мовах подано як мотивований тільки в російській і сербо-хорватській мовах, тоді як усі інші слов'янські мови, з українською включно, розглядаються як позбавлені незалежного розвитку, що тільки підлягають то російським, то сербо-хорватським тенденціям. У тому ж дусі в статті «Устрій українського імперативу» (1965) Якобсон намагається применшити особливості цієї форми в українській мові. Перенесений на політичну площину, цей підхід привів до нападу на політику українізації та її діячів (1934). У 1952—1954 Якобсон активно виступав проти Андре Мазона в захисті справжності «Слова о полку Ігоревім». Також багато праць з кирило-мефодіївських питань.